# شباب يحترق (فلم)
شباب يحترق فيلم للمخرج محمود فريد  مأخوذ عن الرواية الفرنسية «الغرباء في المنزل Les Inconnus dans la maison» للروائي البلجيكي الشهير جورج سيمينون، وقام محمد أبو يوسف بكتابة السيناريو والحوار. الفيلم من بطولة نجلاء فتحي ومحمود ياسين ومحمود المليجي وتدور الأحداث حول الشابة الجميلة نادية التي تنحرف بعد انهيار زواج والديها.
صدر الفيلم إلى دور العرض المصرية في 6 نوفمبر 1972.
منح موقع قاعدة بيانات الأفلام العربية «السينما.كوم» الفيلم درجة 4.5/ 10.

## أحداث الفيلم
يقرر المحامي عبد العظيم (محمود المليجي) اعتزال الحياة بعد هروب زوجته مع عشيقها. كان عبد العظيم محامي قدير ذائع الصيت ولكنه أصيب بصدمة هروب زوجته وتركها لابنتها نادية (نجلاء فتحي) فراح يقضي أيامه في معاقرة الخمر وترك العمل بالمحاماة لمدة خمسة عشر عاما مما تسبب في تشويش ذهن الابنة نادية بعد أن أصبح والدها يشك في نسبها. أصبحت نادية شابة مستهترة، لا تتحمل المسؤولية، ولا تستمع للنصح، وانضمت لمجموعة من الشباب الفاسد بزعامة الجوكر (محمد خيري) الذي يدفع أعضاء مجموعته للفساد، فقد دفع الشاب فهمي (سمير رستم) لسرقة عهدة والده الذي تم القبض عليه بتهمة التبديد. يدفع الجوكر أيضا بالشاب مجدي (أشرف السلحدار) لسرقة السيارات وتفكيكها ثم بيع قطعها. يقيم الجوكر مع والدته التي تدير بيتها للقمار واصطياد الأغنياء، وكان جواز مرور نادية إلى مجموعة الجوكر هو أن تسرق ولم تتردد نادية في السرقة لتلتحق بالمجموعة الفاسدة. يظهر حسن (وحيد جلال) الذي كان يدرس في إنجلترا وتزوج الإنجليزية جينا (جينا مانسفيلد) وجاء بها إلى مصر ودفعها إلى السرقة من محلات بيع الذهب. يكون حسن تشكيل عصابي ويتمكن من سرقة كمية كبيرة من الذهب ولكنه يتعرض لمطاردة الشرطة مما يتسبب في سقوطه وكسر ساقه، وتنضم جينا لمجموعة الجوكر وتقع في حبه بينما تكره زوجها حسن الذي يعاملها بقسوة. هناك أيضا كمال (يوسف فخر الدين) الرسام الفاشل الذي يحب ناديه بجنون بينما لا تبادله نادية نفس الشعور. يلتقي الصحفي أحمد (محمود ياسين) بمجموعة الجوكر ويرغب في دخول عالمهم للكتابة عنهم، ويكلف زميله الصحفي (محمود معروف) بجمع المعلومات عن مجموعة الجوكر وخصوصاً ناديه التي يدخل عن طريقها إلى المجموعة، وخلال تعدد اللقاءات تنشأ علاقة بين نادية وأحمد. تطلب جينا من نادية إخفاء زوجها حسن في بيتها حتى تشفى قدمه، وعندما يخبرها الجوكر أن حسن مطارد من الشرطة تطلب منه مغادرة بيتها. يحاول حسن الاعتداء على نادية التي تطعنه بسكين في ظهره دفاعاً عن نفسها ليسقط قتيلاً. تلقي الشرطة القبض على نادية وتوجه لها الاتهام بسرقة محلات الذهب. تتحرك مشاعر الأبوة عند عبد العظيم فيقلع عن معاقرة الخمور ويتفق مع أحمد على التعاون لإنقاذ نادية. تحوم الشبهات حول أفراد مجموعة الجوكر وعلى وجد الخصوص: حسنين (حسنين عبد الباقي) وجينا وكمال الرسام الذي يلتقي بعبد العظيم ويصارحه بحبه المجنون لنادية. يلاحظ عبد العظيم أن كمال غير مستقر ذهنياً كما انه يستخدم يده اليسرى، بينما يؤكد الطب الشرعي أن حسن قد تلقى طعنة الموت من شخص يستخدم اليد اليسرى ويتضح أن القاتل هو كمال الذي يعترف ويتم الإفراج عن نادية. تتفرق مجموعة الجوكر وتتزوج نادية من أحمد.

## طاقم التمثيل
- نجلاء فتحي: في دور نادية عبد العظيم

- محمود ياسين: في دور أحمد (الصحفي)

- محمود المليجي: في دور عبد العظيم (المحامي والد نادية)

- محمد خيري: في دور الجوكر

- يوسف فخر الدين: في دور كمال (الرسام)

- أشرف السلحدار: في دور مجدي (سارق السيارات)

- وحيد جلال: في دور حسن

- عبد الباقي حسنين: في دور حسنين

- سمير رستم: في دور فهمي

- جينا مانسفيلد: في دور جينا (زوجة حسن الإنجليزية)

- محمود معروف: في دور الصحفي زميل أحمد

بالاشتراك مع: مختار السيد - محمد سلطان - سامي صلاح - الطوخي توفيق - محمد منسي.

## نسخ أخرى للرواية
أهتمت السينما العالمية برواية جورج سيمينون (1903 - 1989) «الغرباء في المنزل» التي صدرت عام 1941 في كتاب باللغة الفرنسية حقق مبيعات كبيرة وصدر منه 24 طبعة. قدم سيمينون في روايته الجانب المظلم من قلب الإنسان في قصة بوليسية. أنتجت السينما الفرنسية الرواية تحت نفس عنوان الكتاب  في عام 1942  للمخرج والكاتب الفرنسي «هنري ديكوين»، ثم انتجتها السينما البريطانية عام 1967 في فيلم «غريب في البيت» للمخرج والمنتج البريطاني «بيير روفي» وبطولة جيمس ماسون وجيرالدين تشابلن والمغني بوبي دارن.

## وصلات خارجية
- مقالات تستعمل روابط فنية بلا صلة مع ويكي بيانات
- شباب يحترق على موقع الدهليز
- شباب يحترق نسخة محفوظة 25 أكتوبر 2021 على موقع واي باك مشين. على موقع كاروهات